# Spirostreptus exocoeti
Spirostreptus exocoeti är en mångfotingart som beskrevs av Pocock. Spirostreptus exocoeti ingår i släktet Spirostreptus och familjen Spirostreptidae. Inga underarter finns listade i Catalogue of Life.